# عبد القادر كوشك
عبد القادر كوشك (يناير 1939-1997) مهندس معماري، وأمين عام سابق لأمانة العاصمة المقدسة وعضو مجلس شورى سعودي.
بدأ أول عمله في وزارة الداخلية ثم انتقل إلى وزارة البلديات عام 1963 حيث عمل في مشاريع التحسين في كل من مكة المكرمة والمدينة المنورة وجدة والرياض، بما في ذلك الطرق الدائرية التابعة لوزارة البلديات وكورنيش جدة والحدائق الكبيرة في بلديات المملكة. استمر في عمله في وزارة البلديات حتى 1982 عندما عين أول أمين عام لأمانة العاصمة المقدسة في مكة المكرمة. حاصل على شهادة الدكتوراة في التخطيط العمراني من جامعة عين شمس عام 1992 ودرس مادة عمارة الأرض ومادة الإدارة الهندسية في جامعة الملك سعود، وكتب في العديد من الصحف والمجلات العلمية المتخصصة.